# تيد كيركباتريك
تيد كيركباتريك (بالإنجليزية: Ted Kirkpatrick)‏ هو موسيقي أمريكي، ولد في 22 مايو 1960 في ميلواكي في الولايات المتحدة.

## وصلات خارجية
- تيد كيركباتريك على موقع ميوزك برينز (الإنجليزية)
- تيد كيركباتريك على موقع ديسكوغز (الإنجليزية)